# Моя дружина — відьма
«Моя дружина — відьма» («Mia moglie è una strega») — італійська кінокомедія 1980 року, знята режисерами Кастеллано і Піполо, з Ренато Поццетто і Елеонорою Джорджі.

## Сюжет
Дух Фіннічелли, відьми, спаленої на багатті, звільняється. Вона відразу виходить на слід нащадка кардинала, який замовив її смерть, Еміліо — біржового маклера. Проте її плани помсти зіштовхнуться з любов'ю.

## У ролях
- Ренато Поццетто: Еміліо Альтьєрі; кардинал Еміліо Альтьєрі
- Елеонора Джорджі: відьма Фіннічелла
- Гельмут Бергер: Асмодео
- Ліа Танці: Таня Ґрісанті
- Енріко Папа: Роберто
- Діно Кассіо: комісар французької поліції
- Фульвіо Мінгоцці: співробітник Еміліо
- Сандро Гіані: співробітник Еміліо
- Ренцо Рінальді: співробітник Еміліо
- Ріта Кальдероні: секретар Еміліо
- Наццарено Натале: водій таксі
- Джиммі іл Феномено: офіціант
- Франка Сканьєтті: покоївка
- Нандо Паоне: механік
- Джеффрі Коплстон: чоловік, який збирає запрошення
- Джон Стейсі: консьєрж у готелі в Парижі
- Сйоко Накахара: відьма Бальзаріна

## Знімальна група
- Режисери: Кастеллано і Піполо
- Ідея: Франко Маротта, Лаура Тоскано
- Сценарій: Франко Маротта, Лаура Тоскано, Кастеллано і Піполо
- Продюсер: Маріо Чеккі Ґорі, Вітторіо Чеккі Ґорі
- Оператор: Альфіо Контіні
- Монтаж: Антоніо Січіліано
- Композитор: Саїда Маріано
- Художник: Бруно Амальфітано
- Костюми: Лука Сабателлі
- Грим: Джино Зампріолі